# Anilingus
La práctica sexual del anilingus (del latín: anus, «ano» y -lingus , de lingere, «lamer», ocasionalmente escrito analingus) es el contacto entre la boca, el ano y regiones adyacentes. También conocida como beso negro, es la inserción de la lengua en el ano de otra persona. Esta práctica tiene una variante llamada «el colibrí», haciendo referencia a la familia de aves que utiliza su lengua de una manera similar con el fin de recoger néctar de las flores.

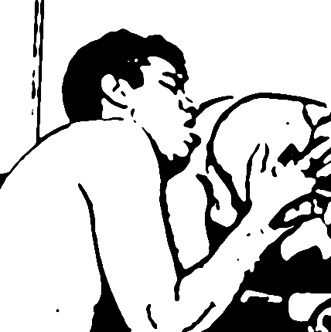
Un hombre realizando un anilingus a otro hombre

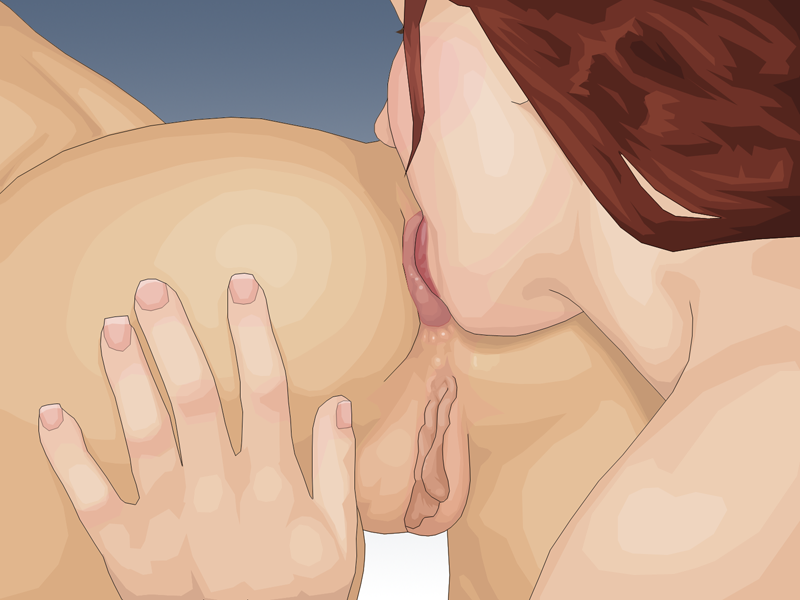
Una mujer realizando un anilingus a otra mujer.

## Práctica

### General
El placer para el dador durante el anilingus suele basarse más en el principio del acto. El ano tiene una concentración relativamente alta de terminaciones nerviosas y puede ser una zona erógena, y el receptor puede recibir placer de la estimulación anal externa. La persona que recibe el anilingus se considera la pareja pasiva del acto, y la persona que realiza el anilingus es la pareja activa. Las personas pueden practicar el anilingus por sí solo, antes del fingering anal o la penetración anal, o como parte de los juegos preliminares. Estudios indican que el anilingus es solo rara vez una práctica sexual entre mujeres.

### Técnica
El anilingus puede incluir una variedad de técnicas para estimular el ano, como besar o lamer; también puede incluir que la lengua se mueva alrededor del borde del ano o hacia arriba y abajo entre las nalgas, y dentro y fuera del ano.
El anilingus puede realizarse en varias posiciones sexuales, como por ejemplo
- la pareja pasiva está a cuatro patas en posición del perrito y la pareja activa realiza el anilingus desde atrás.
- la pareja pasiva está de espaldas en la posición del misionero, con las piernas levantadas y las rodillas hacia el pecho, y con algún tipo de apoyo (como una almohada) bajo las caderas para mayor comodidad y para levantar las nalgas. Con el ano de la pareja expuesto, la pareja activa se arrodilla entre las piernas de la pareja para realizar el anilingus.
- La pareja pasiva se coloca encima en la posición del 69.[5] La pareja pasiva puede tumbarse sobre la pareja activa en la posición del misionero, con las piernas levantadas en alto, desde la parte delantera para levantar las nalgas de la pareja y realizar el anilingus en el ano expuesto.
- A menudo usada en combinación con la posición del 69 detallada anteriormente, en otra posición la pareja activa se tumba sobre su espalda con la pareja pasiva sentada sobre su cara. Esta posición permite a la pareja «pasiva» ser más activa o incluso completamente dominante, ya que ahora puede girar fácilmente sus caderas y empujar su pelvis.
- el rusty trombone (trombón oxidado), en el que un hombre se mantiene de pie mientras la pareja activa realiza el anilingus por detrás, generalmente desde una posición arrodillada, a la vez que masturba a la pareja de pie, asemejándose así a alguien que toca el trombón.[6]

## Riesgos para la salud y prevención
Como todas las prácticas sexuales, el anilingus tiene un riesgo de infecciones y un modo de prevenirlos. 
La presencia de bacterias, virus o parásitos alrededor o dentro del ano o recto acarrean riesgo de infecciones y enfermedades como la hepatitis B, la  lombriz intestinal, Clamidia, el papilomavirus humano (PVH), la  gonorrea y el herpes, entre otras infecciones de transmisión sexual. Aproximar la boca a los genitales inmediatamente después de haberla introducido en el ano puede provocar el ingreso accidental de bacterias Escherichia coli ("E. coli") en la uretra, causando una infección del tracto urinario.
El VIH/SIDA no parece ser fácilmente transmisible a través de esta práctica, pero los expertos afirman que existe cierto nivel de riesgo de contagio. Algunos parásitos pueden encontrarse en las heces si se consume carne poco cocida. Rastros de hepatitis A en las heces sólo son probables si la persona infectada ha comido alimentos contaminados. La hepatitis C es rara pero es posible si el receptor del acto presenta sangre en el ano o en las heces.
Si el receptor del acto tiene heridas o llagas abiertas en sus genitales o si el ejecutor del acto tiene heridas o llagas en la boca, e incluso sangrado de encías, se incrementa el riesgo de infecciones de transmisión sexual (ITS). Cepillar los dientes, usar hilo dental, curaciones dentales recientes o incluso ingerir comidas crocantes, como patatas fritas relativamente pronto antes o después de realizar el contacto, también elevan el riesgo de transmisión, porque todas estas actividades pueden causar pequeños cortes en los labios, mejillas y paladar. Estas heridas, aun cuando fueran microscópicas, aumentan las posibilidades de contraer alguna ITS que pueda ser transmitida oralmente bajo estas circunstancias. Un contacto de este tipo puede también conllevar a infecciones más comunes originadas por bacterias y virus que existen, rodean y son segregadas en la región anal. 

### Relación entre el virus del papiloma humano (VPH) y el cáncer oral

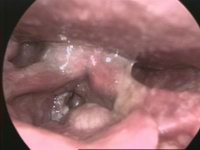
Cáncer de laringe en visión endoscópica

En el 2005, un estudio en la universidad de Malmö, Suecia, sugirió que realizar sexo oral sin protección a una persona infectada con el virus de papiloma humano podría incrementar el riesgo de cáncer de laringe. El estudio reveló que el 36 % de los pacientes con cáncer tenía VPH, comparado con el 1 % del grupo de control sano.
Otro estudio reciente sugiere una correlación entre el sexo oral y el cáncer de garganta. Se cree que ello se debe a la transmisión de VPH, ya que el virus ha sido implicado en la mayoría de los casos de cáncer cervical. El estudio concluye que las personas que tuvieron de una a cinco parejas a las cuales les practicaron sexo oral durante su vida duplicaron aproximadamente el riesgo de cáncer de garganta en comparación con aquellas que nunca lo hicieron. Asimismo, aquellas que tuvieron más de cinco parejas de sexo oral, incrementaron a 250 % el riesgo.

### Prevención
Las personas que padecen de infecciones de transmisión sexual pueden parecer saludables, por cual el uso de medidas de prevención y la realización de un examen de sangre que incluya serología es una recomendación universal y con mayor énfasis entre quienes tienen sexo con mayor cantidad de personas y con menores condiciones de seguridad. La medida de prevención por excelencia es la barrera de látex. Estos dispositivos están especialmente diseñados para esto o bien puede hacerse recortando un preservativo.